# Villán de Tordesillas
Villán de Tordesillas község Spanyolországban, Valladolid tartományban.  Lakosainak száma 122 fő (2024).

## Népesség
A település népessége az utóbbi években az alábbiak szerint változott:
| Lakosok száma | 180  | 176  | 150  | 144  | 137  | 132  | 123  | 127  | 128  | 122  |
|               | 2001 | 2004 | 2007 | 2009 | 2012 | 2014 | 2017 | 2019 | 2022 | 2024 |